# شهرستان شاوشان
شهرستان شاوشان (به لاتین: Shaoshan Township) یک شهرک در جمهوری خلق چین است که در Shaoshan واقع شده‌است. شهرستان شاوشان ۵۳٫۲۴ کیلومتر مربع مساحت و ۱۸٬۶۲۶ نفر جمعیت دارد.